# Crépuscule (Checa)
Pour les articles homonymes, voir Crépuscule (homonymie).
Crépuscule ou Le Crépuscule est une peinture à l'huile sur toile du peintre espagnol Ulpiano Checa y Sanz, créée en 1912, et conservée au musée Ulpiano Checa (es), dans la municipalité de Colmenar de Oreja, en Espagne. 
Elle représente des cavalières nues volant dans les nuages sur leurs chevaux, pendant que le soleil se couche. 

## Réalisation
Ulpiano Checa a consacré ses œuvres les plus importantes à des sujets mythologiques et historiques. Il montre une maîtrise de l'anatomie du cheval bien supérieure à celles des autres peintres espagnols de son époque. À l'époque de la création de ce tableau, en 1912, il vit à Bagnèrès-de-Bigorre,,. Ce tableau est l'une de ses dernières œuvres, puisqu'elle est réalisée quatre ans avant son décès.

## Description
Le cadrage de cette peinture lui donne une « tonalité cinématographique ». 
Elle représente un groupe de cavalières nues volant dans les nuages sur leurs chevaux, pendant que le soleil se couche. 
Ulpiano Checa utilise une palette de couleurs chaudes pour représenter le coucher du soleil. 

Détails du tableau
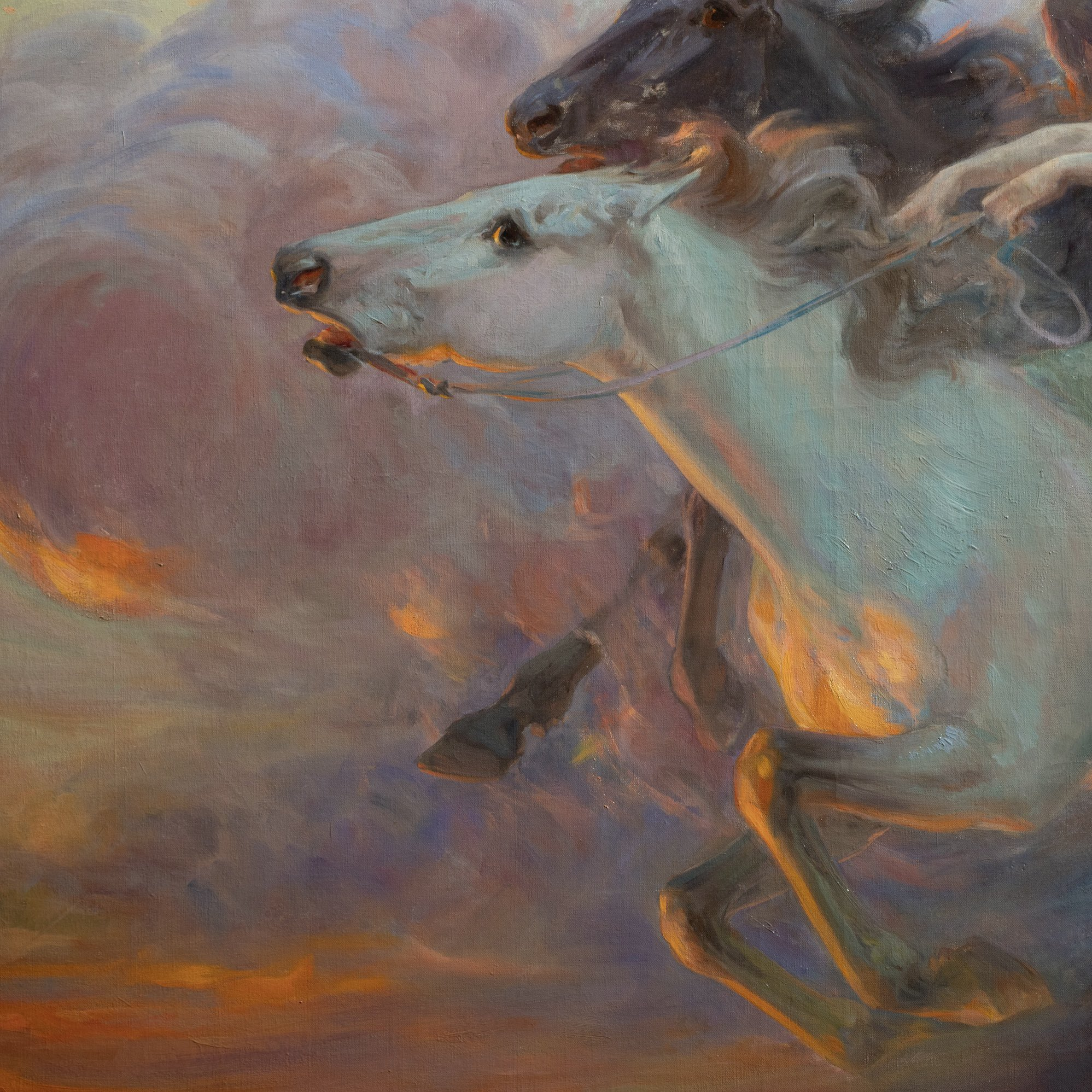
Tête du cheval gris.
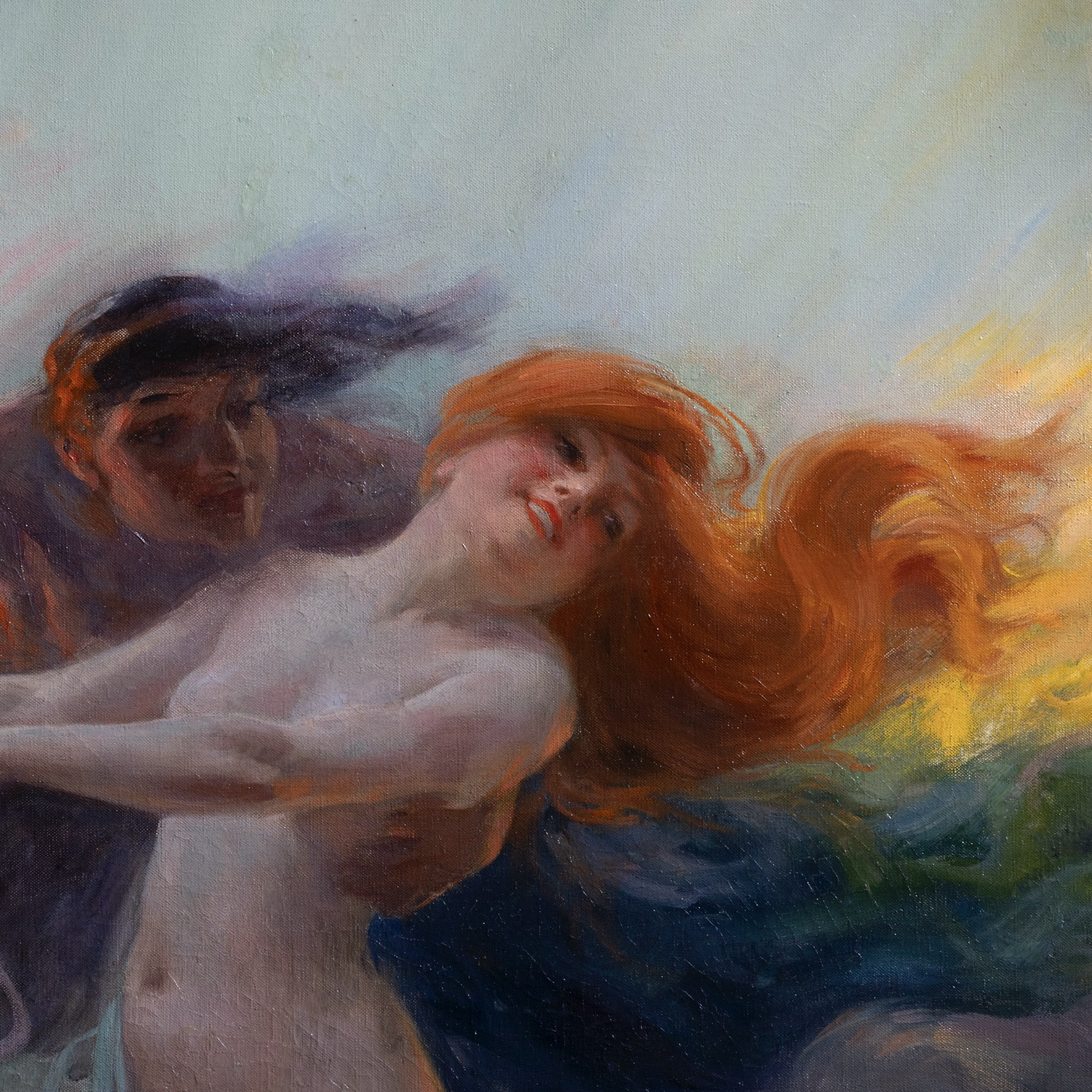
Cavalière rousse nue.
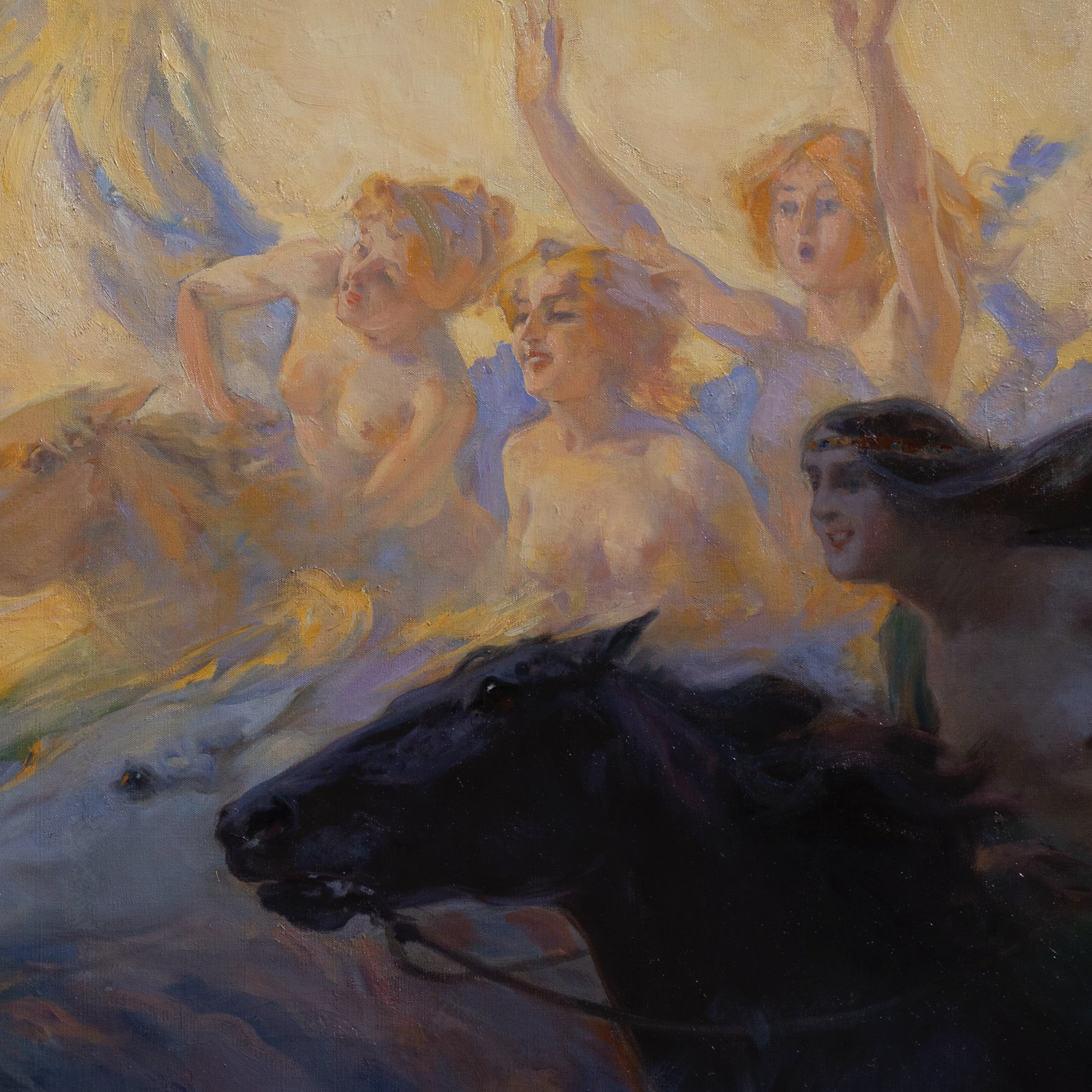
Cavalières nues et tête du cheval noir.

L’œuvre mesure 170 × 270 cm ; il s'agit d'une peinture à l'huile sur toile. Le tableau est signé au bas à droite « U. Checa ».

## Historique
Le tableau est conservé au musée Ulpiano Checa (es) de Colmenar de Oreja, en Espagne. Il y est visible dans la salle numéro 6.
Ce tableau est prêté au château de Versailles de juillet à novembre 2024, pour l'exposition « Cheval en Majesté ».